# Budrus
Budrus (arab. بٌدرُس) – palestyńska wioska położona w muhafazie Ramallah i Al-Bira, w Autonomii Palestyńskiej.

## Położenie
Wioska Budrus jest położona na zachodnich stokach wzgórz Samarii, w odległości około 20 kilometrów na północny zachód od miasta Ramallah. Na północ i zachód od wioski przebiega mur bezpieczeństwa oddzielający terytoria Autonomii Palestyńskiej od Izraela.
Według danych z 2006 do wsi należały ziemie o powierzchni 7 935 ha. We wsi mieszka 1 339 osób.
| własność gruntów | powierzchnia gruntów (hektary) |
| ---------------- | ------------------------------ |
| Arabowie         | 7 930                          |
| Żydzi            | 0                              |
| publiczne        | 5                              |
| Razem            | 7 935                          |

| Rodzaj użytkowanych gruntów | hektary |
| --------------------------- | ------- |
| uprawy drzewek oliwnych     | 672     |
| uprawy nawadniane           | 636     |
| uprawy zbóż                 | 2 412   |
| nieużytki                   | 4 868   |
| zabudowane                  | 19      |

## Historia
W 1596 wioska Budrus liczyła 46 gospodarstw. Wszyscy mieszkańcy byli muzułmanami. Płacili oni podatki z upraw pszenicy, jęczmienia, oliwek, winogron, oraz hodowli kóz i uli.
W okresie panowania Brytyjczyków Budrus była średniej wielkości wioską. Podczas I wojny izraelsko-arabskiej w maju 1948 wioskę zajęły arabskie milicje, które atakowały żydowską komunikację w okolicy. Następnie siły te wzmocnili jordańscy żołnierze z Legionu Arabskiego. Podczas operacji Danny w lipcu 1948 w rejonie wioski doszło do ciężkich walk izraelsko-jordańskich. Po wojnie, przy wschodniej granicy wioski przebiegała linia zawieszenia broni pomiędzy Jordanią a Izraelem. Budrus straciło wówczas około 5 700 ha ziemi, które pozostały po izraelskiej stronie granicy. Podczas wojny sześciodniowej w 1967 wioskę zajęli Izraelczycy. W 1994 w wyniku porozumień z Oslo, wioska Budrus weszła w skład Autonomii Palestyńskiej.
W 2003 rozpoczęto w pobliżu wioski Budrus budowę muru bezpieczeństwa, która ma oddzielić terytorium Autonomii Palestyńskiej od państwa izraelskiego. Projekty budowy muru przewidywały, że około jedna piąta ziem uprawnych wioski pozostanie po stronie izraelskiej. Wywołało to gwałtowne protesty, które doprowadziły do wstrzymania budowy i zmienienia przebiegu muru.

## Gospodarka
Gospodarka wioski opiera się na rolnictwie, sadownictwie i hodowli drzewek oliwnych.